# 奥列格·卡拉什尼科夫
奥列格·卡拉什尼科夫（烏克蘭語：Оле́г Іва́нович Кала́шніков，1962年11月6日—2015年4月15日）生于乌克兰罗夫诺，乌克兰政治人物，2015年4月遇刺身亡。

## 生平
奥列格·卡拉什尼科夫原来是地区党（2010年到2014年为乌克兰执政党）的最高拉达议员。后来成为乌克兰“反迈丹”运动负责人。他是知名的亲俄罗斯派人士。2015年4月15日，奥列格·卡拉什尼科夫在位于基辅市区的家门口遭到枪杀。乌克兰媒体称他或因政治立场而被害，遭枪杀前曾多次收到死亡威胁。
4月16日，乌克兰亲俄罗斯派记者奥列西·布济纳也在家门口被枪杀。同日，乌克兰总统波罗申科责成内务部“迅速和透明地调查”这两起案件，并说“我要求执法机关在最短时间内找到行凶者和这两起凶杀案的策划者。鉴于这些犯罪的轰动性，执法机关应该定期向公众报告调查活动的进展情况和结果。”